# Ursulinenklooster (Sittard)
Het Ursulinenklooster in Sittard is een voormalig kloostercomplex van de zusters Ursulinen, waarin ook een pensionaat was gevestigd. Het is gelegen in het centrum van de stad, aan de Oude Markt 5.

## Geschiedenis
De zusters Ursulinen kwamen in 1843 naar Sittard en vestigden zich in een voormalig woonhuis dat bekend was als het "Huis op de Berg". Dit bouwwerk werd gebouwd in 1642 in opdracht van een toenmalige rentmeester en werd daarna bewoond door verschillende adellijke families. De Ursulinen breidden het gebouw uit in 1860 met een pensionaat en in 1871 werd het wederom flink uitgebreid door de bouw van een volledig nieuwe vleugel aan de westelijke zijde. In 1906 werd de oude vleugel verhoogd tot vijf bouwlagen.
De kloosterkapel die aanvankelijk deel uitmaakte van het complex werd in 1875 vervangen door een grotere kerk doordat in 1867 de Heilig Hartverering in Sittard werd ingesteld en de kapel door het groeiende aantal bedevaarten te klein werd. In 1883 werd deze kerk tot basiliek verheven, de Basiliek van Onze-Lieve-Vrouw van het Heilig Hart.
De Ursulinen vertrokken in 1977 uit Sittard en het complex werd later betrokken door een hogeschool. Daarna heeft het jarenlang leeg gestaan. In 2008 startte een renovatieproject van het voormalige Ursulinenklooster, waarbij de oudste vleugel is omgevormd tot hotel en de nieuwere vleugel tot appartementencomplex.

## Beschrijving
Het voormalige klooster en pensionaat is gelegen aan de Oude Markt en is het noordelijkste bouwwerk binnen de omwalde binnenstad. Achter het complex bevindt zich de historische stadswal met daarachter de schootsvelden, waar de kloostertuin is gesitueerd. Deze ommuurde tuin wordt tegenwoordig de "Stadstuin" genoemd en is publiekelijk opengesteld. Hier bevindt zich nog een begraafplaats van de Ursulinen en een monument voor Joodse oorlogsslachtoffers. De basiliek bevindt zich direct ten oosten van het complex en aan de oostelijke zijde daarvan ligt het oudere, voormalige Dominicanenklooster. De twee kloosters en de basiliek, die in de loop der tijd aan elkaar vast zijn gebouwd, worden bij elkaar het "Kloosterkwartier" genoemd.
Het gebouwencomplex is een beschermd rijksmonument.
In de tuin werd de Jezuïetenkapel gebouwd.

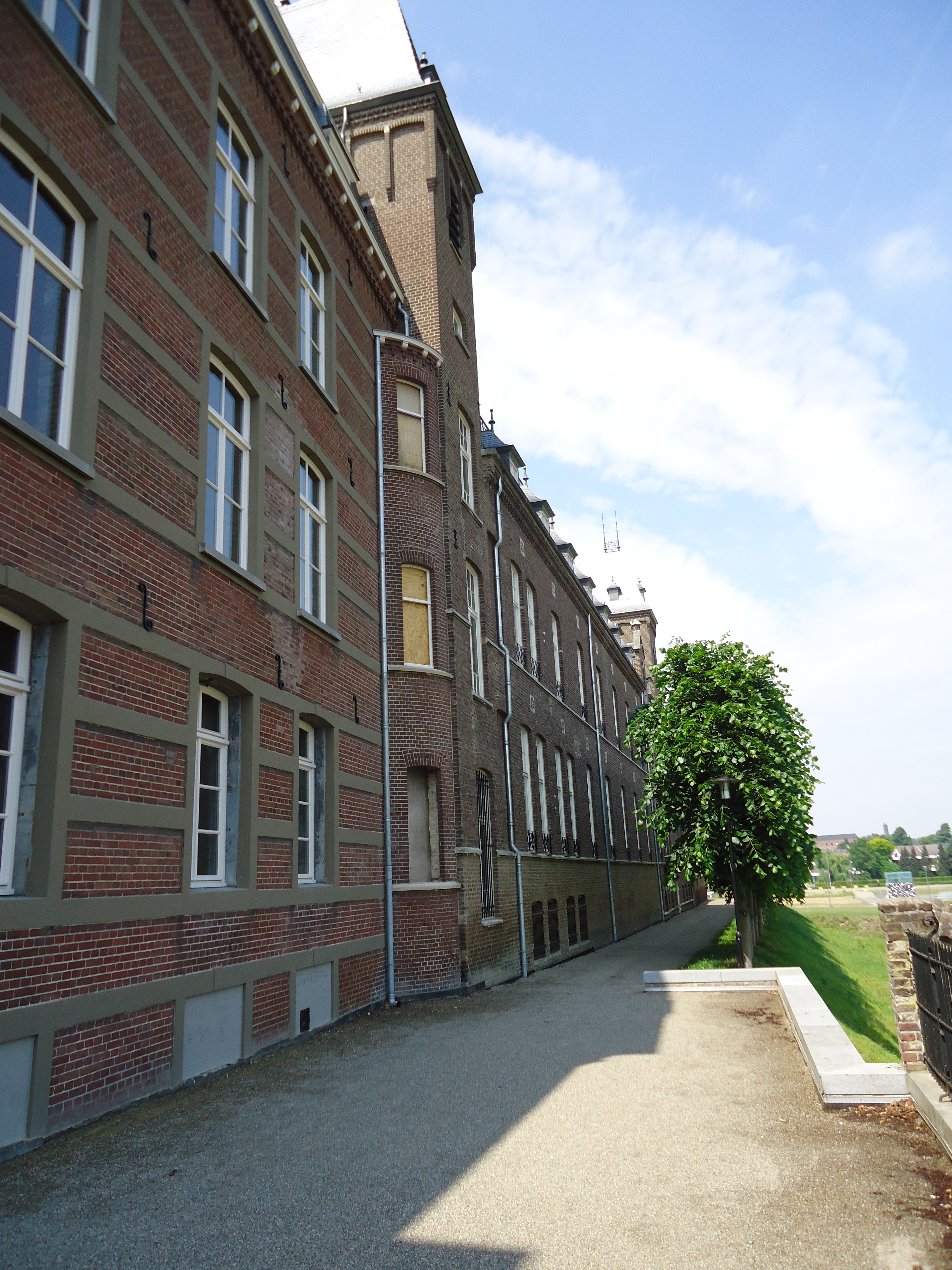
Achtergevel gezien vanaf de Dominicanenwal